# Solūbalm
Solūbalm (persisch سلوبلم, auch romanisiert als Solubalm, Salū Balam und Salūbalm; auch bekannt als Salūbam) ist ein iranisches Dorf in der Provinz Hormozgan. Es liegt in der Region Poshtkuh-e Shamil. Administrativ befindet es sich im Landkreis Schamil im Bachsch Schamil im Verwaltungsbezirk Bandar Abbas. Bei der Volkszählung 2006 betrug die Einwohnerzahl 145 in 46 Familien.